# Dacus hargreavesi
Dacus hargreavesi är en tvåvingeart som beskrevs av Munro 1939. Dacus hargreavesi ingår i släktet Dacus och familjen borrflugor.
Artens utbredningsområde är Uganda. Inga underarter finns listade i Catalogue of Life.